# Центрофуга
Центрофугата е технически уред, чиято работа се основава на използването на центробежната сила, която се получава при кръгово движение на обработвания материал и въздействането, което се получава при това върху него. Използва се за разделяне на съставните части при различни разнородни материали като суспензии, емулсии, газови смеси и други.

## Начин на работа
Представлява механизъм, който осигурява въртенето на обекта. Използва инерцията на материалите в пространството на центрофугата. Частиците или материалите с по-висока плътност поради по-високата си инертност се преместват навън, а съставните част с по-малка плътност са изместени от по-плътните материали към вътрешността на центрофугата. Този процес е много по-бърз, например в сравнение с нормалното утаяване под действие на земното притегляне, тъй като центробежната сила може да бъде многократно по-голяма от силата на тежестта.
Едно и също разделяне може да се постигне с много по-малък обем на уреда в сравнение с утаителите. Недостатък е допълнителният разход на енергия за задвижване на центрофугата.

## Приложение
- Използване в бита: центрофуга се използва при пране и сушене на дрехи, в сокоизстисквачки и други.
- Лабораторни центрофуги за анализ на биологичен материал.
- В пчеларството: за отделяне на меда от восъчните пити.
- Специален вид центрофуга се използва за физическата подготовка на хората, на които предстои да се сблъскат в процеса на изпълнение на задълженията си с голямо натоварване по време на ускорението на самолета или ракетата. Това са военни летци и космонавти. В Русия тази подготовка се извършва в Центъра за на космонавти „Ю.Гагарин“
- Специална газова центрофуга: газови центрофуги се използват за обогатяването на урана за нуждите на атомната енергетика и ядрените оръжия. Тази технология за обогатяване се счита като най-икономична и производителна и е предмет за пълна забрана за продажба. При този вид центрофуги се стига до 1500 об./сек и се работи в каскади.[2]